# Glochidion grantii
Glochidion grantii är en emblikaväxtart som beskrevs av Jacques Florence. Glochidion grantii ingår i släktet Glochidion och familjen emblikaväxter. IUCN kategoriserar arten globalt som sårbar. Inga underarter finns listade i Catalogue of Life.